# 利伯蒂 (密蘇里州)
利伯蒂（英語：Liberty）是位於美國密蘇里州克萊縣的城市。同時該地也是克萊縣的縣治。

## 人口
根據2020年美國人口普查的數據，利伯蒂的面積為75.52平方千米，當中陸地面積為75.19平方千米，而水域面積為0.53平方千米。當地共有人口30167人，而人口密度為每平方千米399人。